# Ceratina roseoviridis
Ceratina roseoviridis là một loài Hymenoptera trong họ Apidae. Loài này được Cockerell mô tả khoa học năm 1937.